# Tár
Tár è un film del 2022 scritto e diretto da Todd Field.
Il film segue la storia di finzione di Lydia Tár, interpretata da Cate Blanchett, rinomata direttrice d'orchestra e compositrice nel mondo internazionale della musica classica.

## Trama
Lydia Tár è una delle più grandi direttrici e compositrici viventi e la prima donna diventata direttrice capo della Filarmonica di Berlino, promotrice di diversi nuovi progetti, inclusa la sua imminente registrazione dal vivo della Sinfonia n. 5 di Mahler. Si affida a Francesca, la sua premurosa assistente personale, e a Sharon, sua compagna e primo violino. Durante un'intervista con Adam Gopnik al New Yorker Festival, Lydia promuove la sua prossima registrazione dal vivo della Quinta Sinfonia di Mahler e il libro Tár on Tár; pranza quindi con il direttore d'orchestra Eliot Kaplan, un banchiere d'affari che gestisce anche un programma di borse di studio da lei fondato per aspiranti direttrici, e parla di sostituire il suo assistente direttore, Sebastian, presumibilmente con Francesca. Successivamente, Lydia fa una lezione alla Juilliard, criticando Max, uno studente, per la mancanza di interesse nel dirigere i maestri classici sulla base della politica dell'identità, incoraggiando gli studenti a guardare oltre le differenze superficiali alla musica sottostante.
Lydia riceve il romanzo Challenge di Vita Sackville-West, inviato da Krista Taylor, ex membro del programma di borse di studio. Le sequenze dei sogni e le interazioni via e-mail suggeriscono che Lydia e Krista abbiano avuto una relazione conclusa male. Lydia inserisce Krista nella sua lista nera, rovinandole le possibilità di una carriera da direttrice d'orchestra. Prima di un'audizione per un nuovo violoncellista d'orchestra, Lydia vede una ragazza promettente, la russa Olga. Mentre si prepara intensamente per la quinta registrazione di Mahler, i suoi rapporti con Francesca e Sharon diventano sempre più tesi, poiché entrambe si accorgono della sua attrazione per Olga. Lydia informa Sebastian della sua imminente sostituzione; furioso, afferma di essere consapevole dei suoi favoritismi. Innervosita dalle accuse, Lydia progetta di sostituire Sebastian non con Francesca ma con un altro candidato.
Krista si uccide, lasciando un biglietto con gravi accuse contro Lydia, la quale ordina a Francesca di eliminare tutte le e-mail da o su di lei. Lydia è perseguitata da donne urlanti in lontananza, incubi, dolore cronico, una crescente sensibilità al suono e scarabocchi enigmatici che ricordano quelli che Krista fece una volta. Le sue uniche fonti di tregua sono Olga e la figlia adottiva di Sharon, Petra. Mentre cerca di scrivere nuove composizioni, è continuamente disturbata e disgustata dalla sua vicina di casa che si prende cura di una madre morente. Un giorno, dopo essersi esercitata nell'assolo di Olga, Lydia segue la ragazza fino alla sua casa, in un complesso di appartamenti abbandonato e fatiscente, ma spaventata da un cane, inciampa e si ferisce. Mente a Sharon e alla sua orchestra, sostenendo che le ferite sono state causate da un'aggressione. Senza dirlo a Lydia, Francesca si dimette dopo aver appreso che non sostituirà Sebastian.
Un video modificato e fuori contesto della classe Juilliard di Lydia diventa virale e un articolo con accuse contro di lei appare sul New York Post. I manifestanti incontrano Lydia mentre torna a New York per promuovere il suo libro e partecipare a una deposizione per la causa di Krista. Alla deposizione, è implicito che Francesca abbia condiviso le e-mail dannose. Lydia porta con sé Olga, presumibilmente con la speranza di una relazione ma Olga è indifferente. Tornata a casa, trova Sharon furiosa per la mancanza di comunicazione di Lydia.
Durante la performance di registrazione dal vivo della sinfonia mahleriana, Lydia, salendo sul palco,aggredisce Eliot,accusandolo di volerle sottrarre il ruolo. Per questo motivo viene allontanata di peso dalla sicurezza. Consigliata di mantenere un profilo riservato dalla sua agenzia di gestione, torna nella sua casa d'infanzia a Staten Island, dove viene rivelato attraverso vari premi sul muro della sua camera da letto che il suo nome di battesimo è Linda Tarr.
Dopo le accuse di condotta sessuale inappropriata e abusi di potere, la vita di Lydia subisce un drastico e drammatico cambiamento. Viene lasciata dalla compagna Sharon (Nina Hoss), che le impedisce di vedere anche la figlia adottiva e viene sostituita nella direzione della sua orchestra.
Completamente sola, sia professionalmente sia sentimentalmente, Lydia si trasferisce in un luogo imprecisato del sud-est asiatico.
Dopo un po' di tempo, sembra che la donna riesca comunque a continuare la sua professione, venendo assunta come direttrice di un’orchestra del luogo. La sera dell'esibizione, Lydia sale sul palco come ha sempre fatto. Stringe la mano al primo violino e, con la dedizione e la passione che la contraddistinguono, inizia a dirigere l'orchestra. In questo momento, lo spettatore crede che quella di Lydia, nonostante tutto, non sia una caduta completa. A un certo punto, però, l'inquadratura si sposta dalla direttrice all'orchestra: dietro di essa scendono dei teli su cui vengono proiettate immagini contornate da una voce fuori campo, ma non si tratta della colonna sonora di un film bensì di un vasto gruppo di cosplayer. Si capisce così che Lydia sta dirigendo la colonna sonora di un videogioco che - non a caso - si chiama Monster Hunter. In questo modo si conclude la tragica e autodistruttiva storia di Lydia Tár.

## Produzione

### Sviluppo
Nell'aprile 2021 è stato annunciato che, dopo quindici anni dalla sua ultima pellicola, Todd Field avrebbe scritto e girato un nuovo film con Cate Blanchett nel ruolo della protagonista. Nel settembre dello stesso anno è stata ufficializzata la presenza nel cast di Nina Hoss e Noémie Merlant. Nello stesso mese è stato confermato che Hildur Guðnadóttir avrebbe composto la colonna sonora del film, mentre nel novembre 2021 è stato annunciata la presenza nel cast di Julian Glover, Allan Corduner e della violoncellista Sophie Kauer.

### Riprese
Le riprese sono iniziate nell'agosto 2021 a Berlino.

## Promozione
Il primo trailer del film è stato pubblicato il 25 agosto 2022.

## Distribuzione
La prima del film è avvenuta il 1º settembre 2022 in occasione della 79ª Mostra internazionale d'arte cinematografica di Venezia. Il film è stato distribuito nelle sale cinematografiche statunitensi il 7 ottobre 2022 e in quelle italiane il 9 febbraio 2023.

### Divieti
In USA è vietato ai minori di 17 anni ma in Italia è per tutti.

### Edizione italiana
Il doppiaggio italiano e la sonorizzazione sono stati eseguiti dalla CDC Sefit Group; la direzione e i dialoghi sono a cura di Gianni G. Galassi.

## Accoglienza

### Critica
Secondo l'aggregatore di recensioni Rotten Tomatoes, il film ha ottenuto un indice di apprezzamento del 91% e un voto di 8,30 su 10 sulla base di 329 recensioni. Il consenso critico del sito recita: «Guidato dalla crescente melodia della perfetta performance di Cate Blanchett, Tár prende di mira brillantemente il lato discordante del potere alimentato dalla fama». Su Metacritic, il film ha ottenuto un voto di 91 su 100 sulla base di 47 recensioni, indicando un'«acclamazione universale». Il film è stato inoltre inserito nelle rispettive liste dei migliori film del 2022 da differenti testate giornalistiche, tra cui The Atlantic, The Hollywood Reporter, Variety, The Guardian, The New York Times, e Vanity Fair.
Robbie Collin del Daily Telegraph assegna al film 5 stelle su 5, scrivendo che si tratta di un film «costruito per giocare con la mente» dello spettatore, «portandolo a fare i conti con il motivo per cui apprezziamo gli artisti: per la loro identità». Justin Chang, giornalista del Los Angeles Times, scrive che ciò che distingue da altri progetti cinematografici sulla vita degli artisti è «la comprensione del fatto che ciò che ordinatamente definiamo genio, [...] può solo essere immaginato», definendolo «coinvolgente» e paragonandolo ad «uno studio accuratamente calibrato sull'abuso di potere e sugli impulsi predatori delle persone famose e influenti». Per Daniele Buzzurro di Amazing Cinema «la musica è meravigliosa» e, parlando delle location scelte, «gli scatti sono preziosi» .
Meno entusiasta la recensione per The New Yorker di Richard Brody, il quale afferma che il film risulti «assolutamente non illuminante» sul tema della musica prodotta dalla Tár, poiché le riprese sono effettuate «con assenza di stile; [...] non perché l'interpretazione della Blanchett sia in qualche modo ridicola, ma perché le immagini goffe e sgraziate di Field la fanno sembrare tale» compiendosi in una produzione «piatta e superficiale». Anche Rex Reed dell'Observer apprezza le capacità interpretative degli attori, che cercano «la verità nei personaggi monodimensionali che interpretano», sottolineando che sebbene l'interpretazione della Blanchett rimanga inalterata rispetto alla sua «intelligenza, maturità e controllo del mestiere», risulti vanificata «senza una sceneggiatura degna di questo nome». Reed riporta di non aver mai assistito ad un film «scritto con una precisione così enorme che si rivela una noia così vuota e incomprensibile», definendo i dialoghi «vuoti da risultare incomprensibili» e la narrazione «troncata». Kyle Smith del Wall Street Journal descrive il film come «severo, asciutto e dolorosamente serio», il cui obiettivo è «un'immersione profonda nella direzione d'orchestra» ma senza lasciare alcuna informazione allo spettatore.
Infine, su IMDb, la pellicola ha ottenuto un rating di 7.5 stelle su 10, con un totale di oltre 67mila votanti.

## Riconoscimenti
- 2023 - Premio Oscar
  - Candidatura Miglior film
  - Candidatura Miglior regista a Todd Field
  - Candidatura Miglior attrice protagonista a Cate Blanchett
  - Candidatura Miglior sceneggiatura originale a Todd Field
  - Candidatura Miglior montaggio a Monika Willi
  - Candidatura Miglior fotografia a Florian Hoffmeister
- 2022 - Mostra internazionale d'arte cinematografica di Venezia
  - Coppa Volpi per la migliore interpretazione femminile a Cate Blanchett
  - Candidatura al Leone d'oro al miglior film
  - Candidatura al Queer Lion
- 2023 - Golden Globe
  - Miglior attrice in un film drammatico a Cate Blanchett
  - Candidatura al Miglior film drammatico
  - Candidatura alla Miglior sceneggiatura a Todd Field
- 2023 - Premio BAFTA
  - Miglior attrice a Cate Blanchett
  - Candidatura al Miglior film
  - Candidatura al Miglior regista a Todd Field
  - Candidatura al Miglior sceneggiatura originale a Todd Field
  - Candidatura al Miglior sonoro a Deb Adair, Stephen Griffiths, Andy Shelley, Steve Single e Roland Winke
- 2023 - Screen Actors Guild Award
  - Candidatura alla Miglior attrice protagonista a Cate Blanchett
- 2022 - London Critics Circle Film Awards
  - Migliore attrice a Cate Blanchett
  - Miglior regista a Todd Field
  - Candidatura al Miglior film